# Talpiot-Grab
Das Talpiot-Grab (auch: Talpiyot-Grab) ist ein Felsengrab in Ostjerusalem, fünf Kilometer südlich der Altstadt. Die Gruft wurde 1980 bei Bauarbeiten in der Nähe des östlichen Talpiot entdeckt. Sie enthielt zehn Knochenkästen (Ossuarien), von denen sechs Inschriften trugen; eine davon wurde als „Jesus, Sohn von Joseph“ entziffert, wobei diese Lesung umstritten ist.
Weltweites Aufsehen erregte der Fund, nachdem der Filmemacher James Cameron und der Journalist Simcha Jacobovici 2007 einen Film gedreht hatten, der die These aufstellte, das Grab gehöre der Familie Jesu und in dem Knochenkasten mit der Inschrift Jeschua bar Jehosef seien die Gebeine Jesu beigesetzt worden. Dies würde die biblischen Berichte über die Auferstehung Jesu von den Toten und seine Himmelfahrt nach traditioneller Auffassung in Frage stellen.
Außerdem stellt der Bericht über leibliche Geschwister Jesu die Lehre einiger christlicher Kirchen über die Immerwährende Jungfräulichkeit Marias in Frage.
Die meisten Archäologen und Historiker halten die Identifizierung des Talpiot-Grabes mit dem Grab der Familie Jesu für unbegründet oder abwegig.

## Entdeckung, Ausgrabung, Versiegelung
Die Gruft wurde am 28. März 1980 zufällig von Bauarbeitern bei der Vorbereitung zum Legen der Fundamente für einen Wohnkomplex entdeckt, als die Abrissarbeiten den Eingang der Gruft freigaben. Am nächsten Tag besuchte Amos Kloner als Gebietsaufseher des Israel Department of Antiquities and Museums (IDAM, jetzt Israel Antiquities Authority, IAA) die Fundstelle. Kloner fertigte eine Reihe vorläufiger Skizzen an und bat um Erlaubnis für eine Grabung zur Bergung und zum Schutz der Fundstücke, die von Yosef Gat geleitet werden sollte. Die Erlaubnis wurde am Montag, 31. März, erteilt, aber die Arbeit wurde tatsächlich schon am Vortag aufgenommen. Obwohl gesagt wurde, dem Team seien nur drei Tage zugestanden worden, um die Arbeit abzuschließen, zeigen Gats Notizen, dass die Arbeiten „mit Unterbrechungen“ bis zu ihrem offiziellen Ende am 11. April andauerten, wobei die meiste Arbeit in den ersten beiden Tagen ausgeführt wurde.
Der Bau der Wohnhäuser wurde 1982 vollendet. Die Kinder von Tova Bracha, einem Ortsansässigen, schafften es, in die Gruft zu gelangen und dort zu spielen. Bracha benachrichtigte die Behörden, die darauf den Eingang aus Sicherheitsgründen versiegelten. Die Kinder fanden einige weggeworfene religiöse Texte, die in der Gruft, die als Geniza genutzt wurde, platziert worden waren.
Jacobovici und sein Team öffneten die Gruft im Jahr 2005 erneut. Das Bildmaterial wurde in den Dokumentarfilm Das Jesus-Grab (2007) eingearbeitet. Da Jacobovici und seine Leute es unterlassen hatten, eine Genehmigung der zuständigen Behörde für Altertümer einzuholen, ordnete ein Beamter die Wiederversiegelung der Gruft an.

## Datierung und Zuordnung
Das Archäologenteam, das die Grabstätte freilegte, datierte sie in die Zeit des Zweiten Tempels (ca. 515 v. Chr. – 70 n. Chr.). Angesichts des Ausgrabungsortes ist für ein Grab dieser Art anzunehmen, dass es einer wohlhabenden jüdischen Familie gehört hatte. In demselben Gebiet wurden ungefähr 900 ähnliche Gräber freigelegt.
Die Israel Antiquities Authority (IAA) gab im Jahr 2003 bekannt, dass die Inschriften auf den Knochenkästen zu einem viel späteren Zeitpunkt eingeritzt und künstlich mit einer Patina überzogen wurden.

## Die Grabanlage
Das öffentlich nicht zugängliche Grab liegt in einem Hof in der Dov-Gruner-Straße, unterhalb einer Freitreppe an der Ecke der Straßen Olei Hagardom und Avshalom Haviv.
Es ist aus solidem Kalksteinfelsen gehauen worden. Im Innern sind sechs Grabkammern oder Grabplätze und zwei Arkosolien bzw. gewölbte Nischenplätze, in die ein Körper zur Bestattung gelegt werden konnte. Das Grab barg verschiedene menschliche Überreste und mehrere Reliefs. Die Ossuarien wurden in den Grabkammern gefunden.

### Die Ossuarien und die eingravierten Namen

Inschrift auf einem der Ossuarien: Jeschua bar Jehosef (?) (=„Jesus, Sohn von Joseph“)

Es wurden zehn Ossuarien aus Kalkstein gefunden, von denen sechs Epigraphe (Inschriften) trugen, jedoch nur vier von ihnen wurden an Ort und Stelle als solche anerkannt. Das Archäologenteam hielt die Knochenkästen für wenig erwähnenswert und überstellte sie dem Rockefeller Museum zur Analyse und Aufbewahrung.
Laut Jacobovici, Cameron und James Tabor verschwand später eines der Ossuarien, das keine Inschrift trug, als es in einem Innenhof außerhalb des Museums aufbewahrt wurde. Dieser Behauptung wurde sowohl von Joe Zias, dem früheren Kurator des Museums, als auch von Kloner widersprochen.
Die Namen, die auf den Ossuarien gestanden haben sollen, waren:
auf Aramäisch

Joseh (Joseph)

Marjah (Maria)

Matjah (Matthäus)

Jeschua bar Jehosef (Jesus, Sohn von Joseph)

Jehuda bar Jeschua (Judas, Sohn Jesu)
und auf Griechisch

Mariamenou Mara
Alle zehn Knochenkästen enthielten menschliche Überreste, die sich nach Aussage von Amos Kloner in einem „fortgeschrittenen Zustand des Zerfalls“ befanden. Das Grab war möglicherweise „generationenübergreifend“, enthielt also mehrere Generationen von Gebeinen in jedem Ossuarium, allerdings ist über deren Inhalt kein Bericht erhalten. Es wurde anscheinend auch keine Untersuchung darüber angestellt, wie viele Individuen durch die gefundenen Knochen vertreten waren. Außerdem wurden unter einer 50 Zentimeter dicken Füllschicht auf dem Boden des Grabes drei Schädel gefunden. Weitere zertrümmerte Knochen waren im aufgeschütteten Material bei den Arcosolien. Dass die Knochen unterhalb der Aufschüttung verstreut waren, weist auf eine Störung der Grabruhe in der Antike hin. Alle Knochen wurden religiösen Behörden zum Begräbnis übergeben.

### Symbole
Auf einigen Wänden sind Felszeichnungen, darunter mehrere Winkelsymbole[?]. Einen Winkel mit Kreis sieht man über dem Grabeingang. Einige glauben, dies sei eine Darstellung bzw. Nachbildung des Nikanor-Tores des Jerusalemer Tempels, wie man es auch auf Münzen aus dieser Zeit findet. So wie das Nikanor-Tor das Ende einer Pilgerreise markiert, mag der Grabeingang das Ende der Lebensreise markiert haben. Einige haben darauf hingewiesen, dass Winkel und Kreis wie die griechischen Buchstaben Lambda (L) and Omikron (O) aussehen, während andere argumentierten, dass die Althebräischen Buchstaben Daleth und Ayin wahrscheinlichere Referenzen darstellten.

## Publikation und mediale Verarbeitung

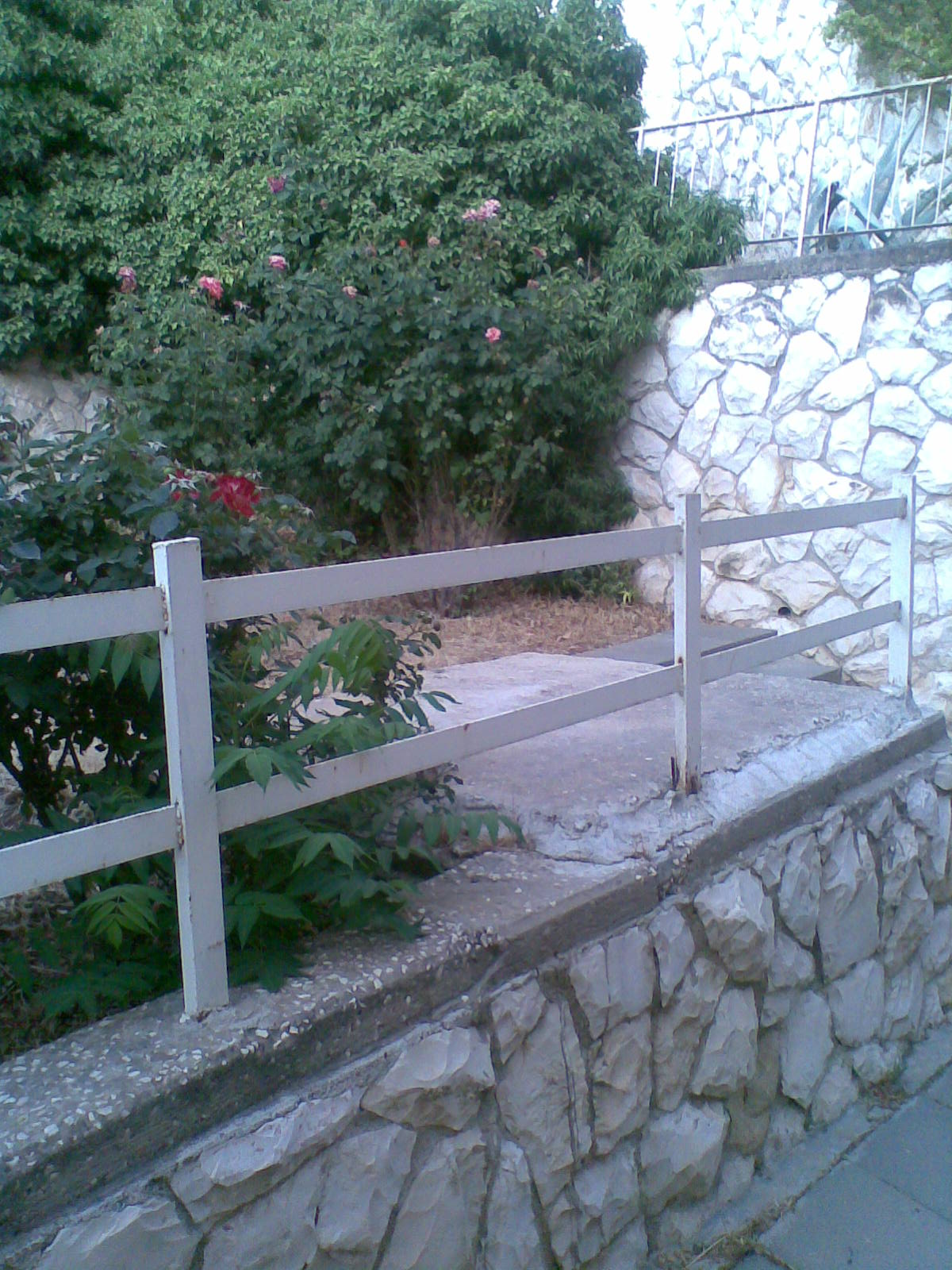
Eine massive Platte bedeckt heutzutage den Zugang zur Grabstätte

Der Talpiot-Fund wurde erstmals 1994 im „Katalog jüdischer Ossuarien in den Sammlungen des Staates Israel“ (Nr. 701–709) publiziert.
Im März/April 1996 wurde er in britischen Medien diskutiert. Etwas später wurde in der Zeitschrift Atiqot (Bd. 29, 1996), dem Publikationsorgan der Israelischen Behörde für Altertümer, ein Artikel veröffentlicht, der die Ausgrabungen beschrieb. Die BBC strahlte 1996 als erste eine Dokumentation über das Talpiot-Grab aus, dies als Teil ihres Nachrichtenmagazins „Heart of the Matter“. Damals sagte Amos Kloner, der erste Archäologe, der den Fund untersuchte, dass die Behauptungen, es gebe eine Verbindung zu Jesus, archäologisch nicht standhalten, und er fügte hinzu: „Sie wollen damit nur Geld machen.“ Andere waren ähnlich skeptisch, während ein anderer Archäologe, der das Grab entdeckt hatte, zugestand: „Ich bin willens, die Möglichkeit in Betracht zu ziehen.“
Obwohl die israelischen Behörde für Antiquitäten 2003 bekräftigte, die Inschriften seien sehr viel später eingeritzt und nachträglich mit einer Patina überzogen worden, entstand 2007 ein Dokumentarfilm des Filmemachers James Cameron und des Enthüllungsjournalisten Simcha Jacobovici mit dem Titel ‹Das Jesus-Grab› (orig.: The Lost Tomb of Jesus). „Unser Film wird die Grundfesten der christlichen Kirche erschüttern“, meint der Produzent Jacobovici. Zusammen mit Charles Pellegrino schrieb er ein Buch mit dem Titel «Das Familiengrab Jesu» (orig.: The Jesus Family Tomb), worin Entdeckungen dargestellt werden, aufgrund derer die Autoren glauben, dass das Talpiot-Grab der Begräbnisort Jesu von Nazaret wie auch jener von weiteren Personen des Neuen Testaments sei. Diese Behauptung wurde seither von vielen Archäologen, Theologen, Sprachkennern und Bibelgelehrten diskutiert.
Am 17. Januar 2008 behauptete Ruth Gat, die Witwe des Archäologen Yosef Gat, der das Grab entdeckt hatte, er habe die Entdeckung bis Mitte der 1990er Jahre geheim gehalten, weil er sonst eine Welle von Antisemitismus befürchtete.

### Das Princeton-Symposium 2008
Nach dem Symposium in Jerusalem im Januar 2008 wurde das Interesse der Medien am Talpiot-Grab neu entfacht. Das Time Magazine und der Sender CNN widmeten ihm umfangreiche Berichterstattungen, wobei sie den Fall für wiedereröffnet erklärten. Besonders Simcha Jacobovici, so wurde berichtet, habe der Presse gegenüber geäußert, das Symposium habe den Fall neu aufgerollt und er fühle sich „völlig bestätigt“. Jacobovici bestritt, er habe irgendwelche derartigen Verlautbarungen gemacht. Während dieses Symposiums gab Ruth Gat bei der posthumen Preisverleihung für ihren verstorbenen Gatten Yosef bekannt: „Mein Mann, der leitende Archäologe des Grabes im östlichen Talpiot in Südjerusalem, war überzeugt, dass das Grab, das er 1980 ausgegraben hatte, tatsächlich das Grab Jesu von Nazareth und seiner Familie war.“
Im Anschluss an die Darstellung der Medien warfen Gelehrte, die am Symposium teilgenommen hatten, Jacobovici und Cameron vor, die Medien in die Irre zu führen. Zu behaupten, das Symposium habe deren Theorie als tragfähig bzw. realistisch („viable“) erachtet, sei völlig abwegig. Mehrere Wissenschaftler, darunter sämtliche Archäologen und Epigraphiker, die am Symposium Papers beigetragen hatten, schrieben einen offenen Beschwerdebrief. Sie beklagten sich über die mediale Fehldarstellung. Sie wiesen Jacobovicis und Camerons Behauptungen zurück, das Symposium habe deren Hypothesen unterstützt: Nichts sei weiter von der Wahrheit entfernt.
Joe Zias, Senior Kurator für Archäologie/Anthropologie für die IAA von 1972 bis 1997, zitierte ein durchgesickertes Memorandum von James Tabor aus der Zeit vor dem Symposium als Beweis für eine „Intervention von außen durch Simcha and Tabor, um die Agenda [des Symposiums] so zu verzerren und die Beratungen so in Schieflage zu bringen, dass es für ihren vorgefassten Plan vorteilhaft wäre“. Geza Vermes gab eine Stellungnahme ab, die besagte, dass die Argumente für das Talpiot-Grab nicht nur „schlicht nicht überzeugend, sondern bedeutungslos“ seien und dass „abgesehen von einer Handvoll, von James Tabor und Simcha Jacobovici angeführten Leute … die meisten der etwa 50 Teilnehmenden dieser Meinung waren“.
Das Theologische Seminar Princeton publizierte im Anschluss an die Kontroverse einen Brief, worin es Befürchtungen wiederholte,

„dass die Presse im Nachgang zum Symposium beinahe den genau gegenteiligen Eindruck (zu den Ergebnissen des Symposiums) erweckte, indem sie feststellte, dass die Konferenzberatungen der Identifikation des Talpiot-Grabes mit einem angeblichen Familiengrab Jesu von Nazareth Glaubwürdigkeit verliehen hätten. So glasklar es von den Äußerungen her, die seit dem Symposium gemacht wurden, in die gegenteilige Richtung geht, so sind solche Darstellungen offenkundig falsch und verdrehen auf unverfrorene Weise den Geist und den wissenschaftlichen Inhalt der Ausführungen.“

Die Beratungen des Symposiums werden von James Charlesworth herausgegeben und publiziert werden. Die Ausgabe des Wissenschaftsmagazins Near Eastern Archaeology (Vol. 69, Iss. 3/4, Sept-Dez 2006), die von der '„Amerikanischen Schule für orientalistische Forschung“ herausgegeben wird, enthält mehrere Artikel zum Talpiot-Grab sowie einen Überblick über die Auseinandersetzung.

### Das Jesus-Grab (Film) und Das Familiengrab Jesu (Buch)
Der Film Das Jesus-Grab wurde erstmals am 4. März 2007 auf dem Discovery Channel ausgestrahlt, zeitlich abgestimmt mit der Veröffentlichung von Jacobovics Buch „Das Familiengrab Jesu“ (engl.: The Jesus Family Tomb). An Karfreitag 2007 lief der umstrittene Film auf dem deutschen Privatsender Pro Sieben.
Jacobovici behauptete, dass die Knochen Jesu, Marias und Maria Magdalenas zusammen mit denen einiger ihrer Angehörigen, einst in dieser Höhle begraben worden seien. Zur Stützung seiner These arbeitete er mit Statistikern (siehe den nächsten Abschnitt), Archäologen, Historikern, DNA-Experten, Roboter-Kamera-Technikern, Epigraphikern und einem Gerichtsmediziner zusammen. Diese Behauptung wird jedoch von den meisten archäologisch arbeitenden Bibelwissenschaftlern abgelehnt.
Der israelische Archäologe Amos Kloner, der nach der Entdeckung des Grabes zu den ersten gehörte, die es untersuchten, bezeichnete die Namen auf den Särgen als sehr gebräuchlich zur damaligen Zeit. Der BBC gegenüber gab er zu verstehen, dass man die Namen nicht einfach auf Jesus und seine Familie beziehen könne. „Die Macher des Dokumentarfilms benutzen dies, um ihren Film zu verkaufen.“

## Wahrscheinlichkeitsberechnungen zu den eingravierten Namen
Als zentrale Frage angesehen wurde die Wahrscheinlichkeit, dass ein Grab wie das vorliegende die spezifische Gruppe von Namen enthält. Experten wie z. B. Richard Bauckham, David Mavorah und Amos Kloner haben das häufige Vorkommen des Namens „Jesus“ als Inschrift bekräftigt. Paul Maier, Professor für Antike Geschichte an der Western Michigan University, stellt fest, dass mindestens 21 „Jeshuas“ oder „Jesusse“ berühmt genug waren, um in die Geschichten des Josephus einzugehen.
Die Filmemacher ihrerseits legen eine statistische Studie vor, angefertigt von Andrey Feuerverger, Professor für Statistik und Mathematik an der Universität Toronto, die zum Schluss kam, dass die Namen zwar nicht unüblich waren, dass aber – konservativ gerechnet – die Wahrscheinlichkeit, solche Namen zusammen in irgendeinem einzelnen Grab zu finden, (abhängig von Variablen) zwischen 600 zu 1 und einer Million zu 1 liege zugunsten, dass sie echt seien.
Allerdings sagte Feuerverger später: „Es liegt nicht im Geltungsbereich der Statistik, den Schluss zu ziehen, ob diese Grabstätte jene der [Jesus-]Familie des Neuen Testamentes sei oder nicht. Jede Schlussfolgerung dieser Art gehört viel berechtigter in den Bereich bibelhistorischer Wissenschaftler, die viel besser in der Lage sind, die Annahmen zu beurteilen, die in die Berechnungen eingehen sollen.“ Feuervergers Beurteilung beruhte auf mehreren Annahmen:
- dass die Maria, die auf einem Ossuarium erwähnt ist, die Mutter jenes Jesus ist, dessen Name auf einem anderen steht
- dass Mariamne seine Frau ist
- dass Joseph (eingraviert mit dem Spitznamen Joseh) sein Bruder ist

Unterstützung für diese Annahmen ergebe sich, dem Film zufolge, durch die folgenden Behauptungen:
- Mariamne ist die griechische Form von Marjah und gemäß François Bovon der Name von Maria Magdalena in den Philippusakten (Acta Philippi)
- Maria Magdalena hat Griechisch gesprochen und auf Griechisch gepredigt
- „Joseh“ war der Übername, der für den kleinen Bruder Jesu gebraucht wurde
- Das Talpiot-Grab ist der einzige Ort, wo jemals Ossuarien mit den Namen Mariamne und Joseh gefunden wurden, obwohl die Kurzformen dieses Namens sehr beliebt waren und Tausende von Ossuarien ausgegraben wurden.

Am 25. Februar 2007 legte Feuerverger eine statistische Berechnung für die Namensgruppe als Teil des Films The Lost Tomb of Jesus vor. Er gab als Schlussfolgerung eine Wahrscheinlichkeit von mindestens 600 zu 1 an, dass die Namenskombination im Grab zufällig zustande kommt. Die Vorgehensweise dieser Studie ist in einer Fachzeitschrift dokumentiert, eine Zusammenfassung davon ist auf der Webseite von Discovery Channel abrufbar wie auch weitere Dokumentarseiten.
Eine genauere Darstellung des statistischen Zugangs ist auch auf Feuervergers Webseite zu finden. Vgl. das Interview mit dem Scientific American. Die Häufigkeit der vorherrschend verwendeter Namen während der Zeitspanne, in der Knochenbestattungen vollzogen wurden, wurde aus dem Studium zweier Schlüsselquellen geschlussfolgert:
- Rahmanis Katalog der jüdischen Ossuarien in den Sammlungen des Staates Israel[56]
- Tal Ilans Lexikon jüdischer Namen in der Spätantike[57]

Laut Feuerverger bestehe das Ziel der statistischen Analyse in der Feststellung des Grades der Wahrscheinlichkeit für eine Nullhypothese:

„Als ‚Nullhypothese‘ kann hier an die Behauptung gedacht werden, dass diese Ansammlung von Namen rein zufällig entstand unter wahllosem Stichproben aus dem Onomastikon. Die alternative Hypothese ist in gewisser Weise das Gegenteil. Es liegt nicht im Bereich der Statistik, darüber Schlussfolgerungen zu ziehen, ob diese Grabstätte jene der [Jesus-]Familie des Neuen Testamentes sei oder nicht.“

Feuerverger multiplizierte die Wahrscheinlichkeit, dass jeder einzelne Name während der Zeitspanne des Grabes auftauchte, mit der Einzelfallwahrscheinlichkeit jedes anderen Namens. Zunächst befand er, dass „Jesus, Sohn des Joseph“ in einem von 190 Malen auftauche, Mariamne in einem von 160 Malen usw.:
| Jesus, Sohn von Joseph | Mariamne | Josah | Maria | Produkt     |
| ---------------------- | -------- | ----- | ----- | ----------- |
| 1/190                  | 1/160    | 1/20  | 1/4   | 1/2.432.000 |
| 0,53 %                 | 0,625 %  | 5 %   | 25 %  | 0,00004 %   |

Im nächsten Schritt teilte er 2.432.000 durch 4, um die Vorliebe in den Geschichtsaufzeichnungen nachzuweisen und teilte das Ergebnis (608,000) durch 1.000, um den Nachweis für die Anzahl der erforschten Gräber im Jerusalem des 1. Jahrhunderts zu erbringen.
Feuervergers Schlüsse wurden in Frage gestellt:
- Manche wandten ein, dass das Multiplizieren der Wahrscheinlichkeiten der einzelnen Namen falsch sei, weil viele Varianten derselben Namen möglich seien.
- Der Einbezug von Mariamne in die Berechnung beruhe auf zwei unbewiesenen Annahmen:
  - Die Maria Magdalena des Neuen Testaments sei die Ehefrau Jesu gewesen. (Dafür gibt es keinen historischen Anhaltspunkt.)
  - Maria Magdalenas wirklicher Name sei Mariamne gewesen. (Diese Annahme wird von einigen Experten ernsthaft diskutiert.[61][62])

- Die Berechnung sei lediglich auf die 1.000 in Jerusalem gefundenen Gräber abgestimmt, anstatt auf die gesamte jüdische Bevölkerung, die in dem Gebiet wohnte. Dies setze faktisch voraus, dass Jesu Familie wirklich ein Familiengrab hatte und es unter den 1.000 im Raum Jerusalem gefundenen Gräbern befand.[63][64] Für diese Annahme gebe es keinen historischen Anhaltspunkt. Einige Fachleute, u. a. der Grabungsleiter Amos Kloner hält es für nicht ausgeschlossen, dass eine arme Familie aus Nazareth in Jerusalem ein Familiengrab besessen haben könnte.[65]

- Die Inschrift „Juda, Sohn Jesu“ werde in der Berechnung ignoriert. Da es keinen historischen Anhaltspunkt gibt, dass Jesus Kinder hatte, müsste diese Inschrift in die Berechnung einbezogen werden, um [korrekterweise] die Wahrscheinlichkeit zu verringern, dass das Grab der Jesus-Familie gehörte.[66]

Randy Ingermanson und Jay Cost stellten eigene statistische Analysen an, in der sie das Augenmerk auf die Wahrscheinlichkeiten richteten unter Zugrundelegung unterschiedlicher Annahmen. Je nach erkenntnisleitendem Interesse verschiedener imaginärer Historiker kamen sie auf Wahrscheinlichkeiten zwischen 1 zu 18 und 1 zu 5.000.000.
Stephan Pfann, Präsident der Jerusalemer University of the Holy Land, betont, die Allgemeinüblichkeit dieser Namen lege eine viel geringere Wahrscheinlichkeit nahe.
Richard Bauckham und Bishop Wardlaw, beide mit Lehrstühlen in St Andrews, stellten die folgenden Daten zusammen, um zu zeigen, wie allgemein verbreitet die fraglichen Namen waren:
Von insgesamt 2625 Männern sind dies die Zahlen für die zehn beliebtesten männlichen Namen unter palästinischen Juden. Die erste Zahl bezeichnet die Gesamtzahl der Vorkommen, die zweite beziffert die Vorkommen auf Ossuarien:
| Rang | Name             | Vorkommen total | auf Ossuarien | Prozentsatz (von 2625) |
| ---- | ---------------- | --------------- | ------------- | ---------------------- |
| 1    | Simon/Simeon     | 243             | 59            | 9,3 %                  |
| 2    | Joseph           | 218             | 45            | 8,3 %                  |
| 3    | Eleasar          | 166             | 29            | 6,3 %                  |
| 4    | Juda             | 164             | 44            | 6,2 %                  |
| 5    | Johannes/Johanan | 122             | 25            | 4,6 %                  |
| 6    | Jesus            | 99              | 22            | 3,8 %                  |
| 7    | Hanania          | 82              | 18            | 3,1 %                  |
| 8    | Jonathan         | 71              | 14            | 2,7 %                  |
| 9    | Matthäus         | 62              | 17            | 2,4 %                  |
| 10   | Menahem          | 42              | 4             | 1,6 %                  |

Für die insgesamt 328 Vorkommen weiblicher Namen ergibt sich für die vier beliebtesten Namen folgende Verteilung:
| Rang | Name           | Vorkommen total | auf Ossuarien | Prozentsatz (von 328) |
| ---- | -------------- | --------------- | ------------- | --------------------- |
| 1    | Maria/Mariamne | 70              | 42            | 21,3 %                |
| 2    | Salome         | 58              | 41            | 17,7 %                |
| 3    | Schelamzion    | 24              | 19            | 7,3 %                 |
| 4    | Martha         | 20              | 17            | 6,1 %                 |

Colin Aitken, Professor für forensische Statistik an der Edinburgh University, sagte, dass Feuervergers Studie auf einer Reihe von Annahmen beruhe und dass, „selbst wenn wir die Annahmen akzeptierten, die Chancen sicherlich nicht im Verhältnis 600 zu 1 zugunsten des Grabes von Jesus stehen.“
Peter Lampe, Professor für Neues Testament an der Universität Heidelberg und aktiver Archäologe, wies darauf hin, dass in den 20er/30er Jahren des 1. Jahrhunderts n. Chr. in der Hafenstadt Maoza am Südende des Toten Meeres eine jüdische Hausgemeinschaft folgende Namen umfasste: Jesus, Simon, Mariame, Jakobus und Juda (sog. „Archiv der Babatha“, p. 5/6Ḥev 17, datiert auf 128 n. Chr.; 25-26 und 34 auf 131 n. Chr.). Diese Personen hatten nichts mit dem Neuen Testament oder dem Talpiot-Grab zu tun. „Nach der Logik der Filmemacher sollten diese Leute gar nicht existiert haben.“